# Ессентукская
Ессенту́кская — станица, административный центр Предгорного муниципального округа Ставропольского края России.

## География
Расположена на правом берегу Подкумка, напротив города Ессентуки, в 210 км от краевого центра.
Расстояние по прямой до краевого центра: 134 км.

## История
Станица основана в 1825 году по инициативе генерала Ермолова казаками Волгского полка (235 семей), переселёнными из станицы Александровской. Первоначально станица располагалась на реке Бугунта, недалеко от её впадения в Подкумок. Среди первопоселенцев присутствовали и старообрядцы, поэтому в новой станице возводятся два храма — православный св. Николая Угодника и старообрядческий во имя Покрова Пресвятой Богородицы.
В 1836 году в станицу переселяют 22 новых казачьих семьи из Малороссии.
В 1840-х годах в станице располагалось Правление Волгского полка.
В 1861 году после разделения Кавказского Линейного казачьего войска на Терское и Кубанское войска, казаки станицы Ессентукская вошли в состав Терского казачьего войска. Станица Ессентукская входила в Пятигорский отдел Терской области.
1 января 1871 года в станице Ессентукской образовалось управление первого военного отдела Терского казачьего войска. Атаманом отдела был назначен Ф. Ф. Федюшкин. С этого же года распорядительная и исполнительная власть в Ессентуках стала осуществляться станичным сходом, станичным атаманом, правлением и станичным судом. Первый атаман станицы Ессентукской — Ф. Чернов.
К концу XIX века первые усадьбы станицы появились и на правом берегу Подкумка, к 1914 г. здесь уже находилось 220 домов, где проживало около тысячи человек. Впоследствии, левобережная часть была преобразована в курортный город, а правобережная осталась казачьей станицей.
В 1921 году Ессентукская волость включала в себя Кисловодский, Боргустанский, Бекешевский и Ново-Благодарненский станичные Советы.
В 1933 году в ходе борьбы с саботажем при хлебозаготовках в станицу переселили 200 семей демобилизованных красноармейцев.
15 апреля 1954 года был издан Указ Президиума Верховного Совета РСФСР, согласно которому левобережная часть станицы была включена в городскую черту города Ессентуки.
23 ноября 1959 года был образован Предгорный район центром в станице Ессентукской. 1 февраля 1963 года Предгорный район был упразднён.
12 января 1965 года Указом Президиума Верховного Совета РСФСР восстановлен Предгорный район с центром в станице Ессентукской.
Атаманы
- 1871—1873 — Ф. Чернов;
- 1873—1876 — Степан Матвеевич Халипов;
- 1883 — Иван Носов;
- 1883 — Иван Иосифович Скляров;
- 1886—1888 — Михаил Степанович Горепекин;
- 1888—1891 — Лавр М. Третьяков;
- 1892—1894 — Никита Васильевич Лисичкин;
- 1895 — Козьма Токарев;
- 1896—1898 — Трофим Филиппович Лялякин;
- 1899—1902 — Николай Андреевич Ляпин;
- 1902—1904 — Венедикт Акимович Смирнов;
- 1904—1907 — Михаил Павлович Прокопов;
- 1907—1909 — Емельян Иванович Щербаков;
- 1909—1914 — Георгий Карпович Жданов;
- 1914—1916 — Евдоким Захарович Симонов;
- 1918 — Илья Лаврович Третьяков;
- 1918 — Андрей Л. Шведин;
- 1919—1920 — Роман Андреевич Глухов[10].

До 16 марта 2020 года станица была административным центром упразднённого Ессентукского сельсовета.

## Население
| 1829    | 1844    | 1856    | 1858    | 1861    | 1871  | 1882    |
| ------- | ------- | ------- | ------- | ------- | ----- | ------- |
| 1300    | ↗1840   | ↗2954   | ↗3094   | ↘3081   | ↗4018 | ↗5677   |
| 1890    | 1896    | 1911    | 1925    | 1959    | 1970  | 1979    |
| ↘5629   | ↗8629   | →8629   | ↗12 378 | ↘3897   | ↗8336 | ↗10 895 |
| 1989    | 2002    | 2010    | 2014    | 2021    |       |         |
| ↗14 424 | ↗19 604 | ↗20 166 | ↘20 100 | ↗24 710 |       |         |

По состоянию на 2020 год население станицы Ессентукской составляет 24051
Гендерный состав
По итогам переписи населения 2010 года проживали 9302 мужчины (46,13 %) и 10 864 женщины (53,87 %).
Национальный состав
По данным переписи 2002 года, в национальной структуре населения русские составляли 56 %, греки — 33 %.
По итогам переписи населения 2010 года проживали следующие национальности (национальности менее 1 %, см. в сноске к строке "Другие"):
| Национальность | Численность | Процент |
| -------------- | ----------- | ------- |
| Русские        | 10 690      | 53,01   |
| Греки          | 6383        | 31,65   |
| Армяне         | 742         | 3,68    |
| Украинцы       | 202         | 1,00    |
| Другие         | 2149        | 10,66   |
| Итого          | 20 166      | 100,00  |

## Инфраструктура
- Администрации Ессентукского сельсовета[24]
- Центральная районная больница[25]
- Стоматологическая поликлиника[26]

## Образование
- Детский сад № 5 комбинированного вида[27]
- Детский сад № 6 комбинированного вида[28]
- Детский сад № 8 комбинированного вида[29]
- Средняя общеобразовательная школа № 1 имени Романа Кулакова[30]. Основана в 1965 году[31]
- Средняя общеобразовательная школа № 7[32]
- Основная общеобразовательная школа № 65[33]
- Вечерняя (сменная) общеобразовательная школа[34]
- Центр дополнительного образования детей[35]
- Детская школа искусств[36]
- Центр детского творчества[37]
- Станция юных техников[38]
- Станция юных натуралистов[39]
- Детско-юношеская спортивная школа[40]
- Детская шахматная школа[41]
- Детский дом (смешанный) № 26[42]

## Учреждения культуры
- Центр досуга и творчества «Предгорье»[43]
- Межпоселенческая библиотека[44]
- Районная детская библиотека — филиал № 33

## СМИ
Общественно-политическая газета «Искра» (ранее «Знамя труда»). Первый номер газеты вышел 2 апреля 1931 года.

## Связь
Фиксированная связь и ADSL
Ставропольский филиал Ростелекома
Сотовая связь 2G/3G/4G
МегаФон, Билайн, МТС.

## Религия
Русская православная церковь
- Церковь Успения Пресвятой Богородицы. Дата основания — 1993 год. Строительство длилось с 1994 по 2000 год[46][47].
- Церковь «Нерушимая стена» иконы Божией Матери. Год постройки — 2011[48].
- Церковь Святой Екатерины Великомученицы. Заложена в 2007 году. Освящена в 2013 году[49][50].

Церковь Адвентистов Седьмого Дня
- Община адвентистов седьмого дня (Молодёжная ул., 11)

## Люди, связанные со станицей
- Андрей Губин (1927, станица Ессентукская — 1992) — русский писатель-прозаик, поэт, журналист
- Кулаков, Роман Иванович (1976, станица Ессентукская — 1996) — Герой России
- Селянинов Григорий Артемьевич (1913—1989) — полный кавалер ордена Славы, последние годы жизни жил в станице Ессентукской
- Кулаков Николай Лазаревич (1880, станица Ессентукская — 1945). Казак, полный Георгиевский кавалер. Сражался на стороне Белой Гвардии в Гражданскую войну и на стороне Германии против СССР во Вторую Мировую войну.

## Памятники
- Памятник советским воинам, погибшим в годы Великой Отечественной войны 1941—1945 гг. 1975 год[51]
- Памятник В. И. Ленину. 1970 год[52]
- Памятник матерям[53]

## Памятники археологии
Согласно Постановлению главы администрации Ставропольского края
| Название                                         | Временной период       | Место положение                                                                    |
| ------------------------------------------------ | ---------------------- | ---------------------------------------------------------------------------------- |
| 843. Курганная группа «Ессентукская Станица — 1» | III-II тыс. до н. э.   | Ст-ца Ессентукская, восточная окраина                                              |
| 844. Курганная группа «Ессентукская Станица — 3» | III-II тыс. до н. э.   | 1,5 км юго-восточнее ст-цы Ессентукской, на гряде                                  |
| 845. Курганная группа «Ессентукская Станица — 4» | III-II тыс. до н. э.   | 3 — 4 км юго-восточнее ст-цы Ессентукской, на террасе                              |
| 846. Курган «Ессентукское Озеро»                 | III-II тыс. до н. э.   | Ст-ца Ессентукская, правобережная терраса реки Подкумок, район Ессентукского озера |
| 847. Курганная группа «Белый Уголь — 3»          | III-II тыс. до н. э.   | 3 км юго-западнее ст-цы Ессентукской, правобережная терраса реки Подкумок          |
| 848. Курганная группа «Белый Уголь — 4»          | III-II тыс. до н. э.   | 1,6 — 1,9 км юго-западнее ст-цы Ессентукской, правобережная терраса реки Подкумок  |
| 849. Курганная группа «Ессентукская Станица — 2» | III-II тыс. до н. э.   | Ст-ца Ессентукская, на возвышенной гряде, 800—900 м южнее дороги в село Юца        |
| 850. Курганная группа «Ессентукская Станица — 5» | III-II тыс. до н. э.   | 2,3 км юго-восточнее ст-цы Ессентукской, правый берег реки Подкумок                |
| 851. Курганная группа «Ессентукская Станица — 6» | III-II тыс. до н. э.   | Ст-ца Ессентукская, 200—300 м южнее                                                |
| 852. Курганная группа «Ессентукская Станица — 7» | III-II тыс. до н. э.   | 1,5 км южнее ст-цы Ессентукской, северный склон возвышенности                      |
| 853. Курганная группа «Ессентукская Станица — 8» | III — II тыс. до н. э. | 500 — 550 м южнее ст-цы Ессентукской, терраса правого берега реки Подкумок         |

## Кладбища
В станице 2 кладбища:
- закрытое (ул. Гагарина, 2/1), площадь участка 11 983 м²;
- общественное открытое (район Храма Святой Великомученицы Екатерины), площадь участка 73 500 м²[55].

## Интересные факты
- Станица описана в повести Михаила Юрьевича Лермонтова «Княжна Мери».